# For You (canción de Staind)
«For You» es una canción de la banda estadounidense de nu metal Staind. Fue lanzado en 19 de diciembre de 2001 como el cuarto sencillo de su tercer álbum de estudio Break the Cycle (2001). Se convirtió en el tercer sencillo en aparecer en el Billboard Hot 100, cuando alcanzó el puesto 63. También se ubicó en las listas de Alternative Songs y Mainstream Rock Tracks en el número 3, respectivamente.

## Video musical
El video de la canción fue dirigido por Nigel Dick y presenta a un adolescente enojado que busca desahogar su frustración con su familia mientras conducen hacia un restaurante. El video está cortado con tomas de la banda tocando en un edificio vacío mientras el adolescente comienza gradualmente a gritarle a su familia.

## Lista de canciones
| Promo CD "For You" |                                 |          |  |
| N.º                | Título                          | Duración |  |
| 1.                 | «For You» (Versión radio)       | 3:25     |  |
| 2.                 | «For You» (Versión álbum)       | 3:25     |  |
| 3.                 | «Suffer» (en vivo)              | 4:01     |  |
| 4.                 | «For You (Video)» (Enhanced CD) |          |  |

## Posicionamiento en lista
| Lista (2002)                           | Posición |
| -------------------------------------- | -------- |
| Escocia (Scottish Singles Sales Chart) | 61       |
| Estados Unidos (Billboard Hot 100)     | 63       |
| Estados Unidos (Alternative Airplay)   | 3        |
| Estados Unidos (Mainstream Rock)       | 3        |
| Reino Unido (UK Singles Chart)         | 55       |
| Reino Unido (UK Rock & Metal)          | 5        |